# Harry Barnes
Harry J. Barnes (Boston, Massachusetts, 25 de julio de 1945) es un exjugador de baloncesto estadounidense que disputó una temporada en la NBA. Con 1,91 metros de estatura, jugaba en la posición de alero.

## Trayectoria deportiva

### Universidad
Jugó durante tres temporadas con los Huskies de la Universidad Northeastern, en las que promedió 14,6 puntos y 8,7 rebotes por partido. Fue el líder de los Huskies a finales de los años 60, llegando tres años consecutivos a las finales regionales de la NCAA, logrando en su última temporada el récord de anotación de la universidad con 458 puntos, acabando como tercer mejor anotador histórico, con 1.114 puntos.

### Profesional
Fue elegido en la trigésimo séptima posición del Draft de la NBA de 1968 por San Diego Rockets, donde fue uno de los últimos jugadores del banquillo, promediando 2,0 puntos y 1,2 rebotes en apenas 22 partidos.

## Estadísticas de su carrera en la NBA

### Temporada regular
| Temporada | Edad | Equipo            | Liga | P  | TIT | MIN | TC  | TCA | %TC  | 3P | 3PA | %3P | TL  | TLA | %TL  | R.OF. | R.DEF. | REB | ASIS | ROB | TAP | PER | FP  | PTS |
| 1968-69   | 23   | San Diego Rockets | NBA  | 22 |     | 5.7 | 0.8 | 2.9 | .281 |    |     |     | 0.3 | 0.6 | .538 |       |        | 1.2 | 0.2  |     |     |     | 1.1 | 2.0 |
| Total     |      |                   | NBA  | 22 |     | 5.7 | 0.8 | 2.9 | .281 |    |     |     | 0.3 | 0.6 | .538 |       |        | 1.2 | 0.2  |     |     |     | 1.1 | 2.0 |